# Unione Sportiva Savoia 1923-1924
Questa voce raccoglie le informazioni riguardanti il Savoia nelle competizioni ufficiali della stagione 1923-1924.

Fasi di gioco nella gara interna con la Salernitana.

## Stagione
La stagione 1923-1924 è la 6ª stagione sportiva del Savoia.
Prima Divisione 1923-1924: 2º posto

## Divise
| Manica sinistra · Maglietta · Maglietta · Manica destra · Pantaloncini · Calzettoni · Calzettoni |
| Casa                                                                                             |

## Organigramma societario
Area direttiva
- Presidente: Teodoro Voiello
- Vice Presidente:  Alfredo Giraud

Area tecnica
- Allenatore:  Raffaele Di Giorgio e Wisbar[2]

## Rosa
| N. |                   | Ruolo | Calciatore        |
| -- | ----------------- | ----- | ----------------- |
|    | Italia (bandiera) | P     | Mario Beccaro     |
|    | Italia (bandiera) | P     | Ciro Visciano     |
|    | Italia (bandiera) | D     | Giuseppe Lobianco |
|    | Italia (bandiera) | D     | Giovanni Nebbia   |
|    | Italia (bandiera) | C     | Nicola Cassese    |
|    | Italia (bandiera) | C     | Oscar Cirillo     |
|    | Italia (bandiera) | C     | Mario Orsini      |
|    | Italia (bandiera) | A     | Giulio Bobbio     |
|    | Italia (bandiera) | A     | Giovanni Gaia     |
|    | Italia (bandiera) | A     | Ernesto Ghisi     |

| N. |                   | Ruolo | Calciatore         |
| -- | ----------------- | ----- | ------------------ |
|    | Italia (bandiera) | A     | Mombelli           |
|    | Italia (bandiera) | A     | Italo Moretti      |
|    | Italia (bandiera) |       | Borghetto          |
|    | Italia (bandiera) |       | Ceresole           |
|    | Italia (bandiera) |       | Pasquale De Nicola |
|    | Italia (bandiera) |       | Angelo Maltagliati |
|    | Italia (bandiera) |       | Salvatore Maresca  |
|    | Italia (bandiera) |       | Aldo Marzorati     |
|    | Italia (bandiera) |       | Giuseppe Rufino    |

## Calciomercato

### Sessione estiva
| Acquisti | Acquisti           | Acquisti | Acquisti |
| R.       | Nome               | da       | Modalità |
| -------- | ------------------ | -------- | -------- |
| P        | Mario Beccaro      | Stabia   |          |
| A        | Mombelli           | ?        |          |
|          | Angelo Maltagliati | Stabia   |          |

| Cessioni | Cessioni       | Cessioni    | Cessioni |
| R.       | Nome           | a           | Modalità |
| -------- | -------------- | ----------- | -------- |
| P        | Vittorio Pelvi | Stabia      |          |
| D        | Mario Capra    | Alessandria |          |

## Risultati

### Prima Divisione

#### Girone di andata
| Arbitro: | Senes (Napoli) |

|                                                 |           |          |
| Bobbio 4’, 47’, 84’ Maltagliati 51’ Maresca 54’ | Marcatori | 2’ Salvi |

| Arbitro: | Argento (Napoli) |

|                 |           |                  |
| Bobbio 52’, 75’ | Marcatori | 77’ (rig.) Bruna |

| Arbitro: | Barra |

|                                      |           |  |
| Ghisi 19’ Maltagliati 27’ Bobbio 65’ | Marcatori |  |

| Castellammare di Stabia 18 novembre 1923, ore ? CEST 4ª giornata | Stabia         | 0 – 0 | Savoia | \| Arbitro: \| Senes (Napoli) \| |
| Arbitro:                                                         | Senes (Napoli) |       |        |                                  |

| Arbitro: | Reichlin (Napoli) |

|  |           |                 |
|  | Marcatori | 88’ Maltagliati |

#### Girone di ritorno
| Arbitro: | Senes |

|  |           |              |
|  | Marcatori | 65’ Mombelli |

| Arbitro: | Senes |

|  |           |                                      |
|  | Marcatori | 9’ Bobbio 35’ Maltagliati 82’ Orsini |

| Arbitro: | Senes |

|  |           |              |
|  | Marcatori | 14’ Mombelli |

| Arbitro: | Argento (Napoli) |

|                      |           |  |
| Ghisi 59’ Bobbio 75’ | Marcatori |  |

| Arbitro: | Reichlin |

|                                  |           |  |
| Bobbio 4’ Ghisi 17’ Ceresole 74’ | Marcatori |  |

### Semifinali Lega Sud - Girone A

#### Girone di andata
| Arbitro: | Ambrosini |

|                                               |           |  |
| Ghisi 10’, 60’ Ceresole 40’, 47’ Mombelli 52’ | Marcatori |  |

| Arbitro: | Argento (Napoli) |

|           |           |                                |
| Ghisi 90’ | Marcatori | 23’ Vacini 77’, 78’ Bernardini |

| Arbitro: | Reichlin |

|                       |           |           |
| Guidobaldi 73’ (rig.) | Marcatori | 10’ Ghisi |

#### Girone di ritorno
| Arbitro: | Ambrosini |

|  |           |            |
|  | Marcatori | 23’ Bobbio |

| Arbitro: | Argento (Napoli) |

|                            |           |                       |
| Bernardini 32’ (rig.), 72’ | Marcatori | 40’ Ghisi 87’ Cassese |

| Arbitro: | Dani (Genova) |

|                                                                        |           |                      |
| Bobbio 30’, 54’ Mombelli 34’, 48’ Ghisi 77’ Orsini 79’ Maltagliati 87’ | Marcatori | 90’ (rig.) Solfrizzi |

### Finale Lega Sud

#### Andata
| Arbitro: | Bagnasco |

|                 |           |  |
| Bobbio 39’, 60’ | Marcatori |  |

#### Ritorno
| Arbitro: | Bagnasco |

|           |           |  |
| Degni 64’ | Marcatori |  |

#### Spareggio
| Livorno 24 agosto 1924, ore ? CEST Spareggio | Savoia | 2 – 0 (a tavolino) | Alba Roma |  |

## Finalissima Prima Divisione
(per l'assegnazione dello scudetto) 

### Andata
| Arbitro: | Gama sr. (Milano) |

|                                    |           |            |
| Catto 15’ Sardi 16’ Santamaria 55’ | Marcatori | 49’ Bobbio |

### Ritorno
| Arbitro: | Rangone (Alessandria) |

|              |           |             |
| Mombelli 73’ | Marcatori | 71’ Moruzzi |

## Statistiche

### Statistiche di squadra
| Competizione              | Punti | In casa | In casa | In casa | In casa | In casa | In casa | In trasferta | In trasferta | In trasferta | In trasferta | In trasferta | In trasferta | In campo neutro | In campo neutro | In campo neutro | In campo neutro | In campo neutro | In campo neutro | Totale | Totale | Totale | Totale | Totale | Totale | DR  |
| Competizione              | Punti | G       | V       | N       | P       | Gf      | Gs      | G            | V            | N            | P            | Gf           | Gs           | G               | V               | N               | P               | Gf              | Gs              | G      | V      | N      | P      | Gf     | Gs     | DR  |
| ------------------------- | ----- | ------- | ------- | ------- | ------- | ------- | ------- | ------------ | ------------ | ------------ | ------------ | ------------ | ------------ | --------------- | --------------- | --------------- | --------------- | --------------- | --------------- | ------ | ------ | ------ | ------ | ------ | ------ | --- |
| Prima Divisione 1923-1924 | 32    | 10      | 8       | 1       | 1       | 31      | 7       | 10           | 5            | 3            | 2            | 11           | 7            | 1               | 1               | 0               | 0               | 2               | 0               | 21     | 14     | 4      | 3      | 44     | 14     | +30 |
| Totale                    | 32    | 10      | 8       | 1       | 1       | 31      | 7       | 10           | 5            | 3            | 2            | 11           | 7            | 1               | 1               | 0               | 0               | 2               | 0               | 21     | 14     | 4      | 3      | 44     | 14     | +30 |

### Statistiche dei giocatori
| Giocatore      | Prima Divisione | Prima Divisione |
| Giocatore      | Presenze        | Reti            |
| -------------- | --------------- | --------------- |
| M. Beccaro     | 10              | -2              |
| G. Bobbio      | 20              | 15              |
| Borghetto      | 19              | 0               |
| N. Cassese     | 20              | 1               |
| Ceresole       | 12              | 3               |
| O. Cirillo     | 1               | 0               |
| P. De Nicola   | 1               | 0               |
| G. Gaia        | 20              | 0               |
| E. Ghisi       | 17              | 9               |
| G. Lobianco    | 19              | 0               |
| A. Maltagliati | 18              | 5               |
| S. Maresca     | 1               | 1               |
| A. Marzorati   | 1               | 0               |
| Mombelli       | 18              | 6               |
| I. Moretti     | 1               | 0               |
| G. Nebbia      | 20              | 0               |
| M. Orsini      | 11              | 2               |
| G. Rufino      | 1               | 0               |
| C. Visciano    | 10              | -12             |